# Overly (Dakota del Norte)
Overly es una ciudad ubicada en el condado de Bottineau en el estado estadounidense de Dakota del Norte. En el censo de 2010 tenía una población de 18 habitantes y una densidad poblacional de 19,09 personas por km².

## Geografía
Overly se encuentra ubicada en las coordenadas 48°40′52″N 100°9′4″O / 48.68111, -100.15111. Según la Oficina del Censo de los Estados Unidos, Overly tiene una superficie total de 0.94 km², de la cual 0.94 km² corresponden a tierra firme y (0%) 0 km² es agua.

## Demografía
Según el censo de 2010, había 18 personas residiendo en Overly. La densidad de población era de 19,09 hab./km². De los 18 habitantes, Overly estaba compuesto por el 83.33% blancos, el 0% eran afroamericanos, el 16.67% eran amerindios, el 0% eran asiáticos, el 0% eran isleños del Pacífico, el 0% eran de otras razas y el 0% pertenecían a dos o más razas. Del total de la población el 0% eran hispanos o latinos de cualquier raza.